# Josenii Bârgăului
Josenii Bârgăului là một xã thuộc hạt Bistrița-Năsăud, România. Dân số thời điểm năm 2002 là 5078 người.